# Малая Залазна
Ма́лая Залазна́ — река в России, протекает в Омутнинском районе Кировской области. Устье реки находится в 5,5 км по левому берегу реки Залазны. Длина реки составляет 16 км.
Исток реки на Верхнекамской возвышенности в 15 км к юго-востоку от села Залазна. Исток находится на водоразделе Вятки и верхней Камы, рядом берёт исток река Лытка. Малая Залазна течёт на северо-запад по ненаселённой местности, впадает в южный залив искусственного Залазнинского пруда у села Залазна. Ширина реки у устья — 5 метров.

## Данные водного реестра
По данным государственного водного реестра России относится к Камскому бассейновому округу, водохозяйственный участок реки — Вятка от истока до города Киров, без реки Чепца, речной подбассейн реки — Вятка. Речной бассейн реки — Кама.
По данным геоинформационной системы водохозяйственного районирования территории РФ, подготовленной Федеральным агентством водных ресурсов:
- Код водного объекта в государственном водном реестре — 10010300212111100029980
- Код по гидрологической изученности (ГИ) — 111102998
- Код бассейна — 10.01.03.002
- Номер тома по ГИ — 11
- Выпуск по ГИ — 1